# مقاطعة براكستون (فرجينيا الغربية)
مقاطعة براكستون هي مقاطعة في فيرجينيا الغربية، بلغ عدد سكانها 14٬523  نسمة، في 2010، عاصمتها ساتون، تبلغ مساحتها 1٬337 كيلومتر مربع.

## الموقع
تشترك في الحدود مع:
- مقاطعة لويس (فرجينيا الغربية)
- مقاطعة نيكولاس (فرجينيا الغربية).